# Pitagora
Pitágora ali Pitágoras (starogrško Πυθαγόρας, latinizirano: Pythagóras), starogrški filozof, matematik in mistik, * okoli 570 pr. n. št. otok Samos, Jonija, Grčija, † okoli 495 pr. n. št. Metapont.
Iz poznih Pitagorovih življenjepisov sicer ni mogoče ugotoviti skoraj ničesar, kar bi bilo zgodovinsko gotovo. Domnevno je bil sin premožneža Mnesarchosa.

## Življenje
Pitagora je bil Talesov sodobnik. Že v mladih letih naj bi zaradi ostre, samodrške vladavine samoškega vladarja Polikrata zapustil Samos. Označili bi ga lahko za verskega odpadnika, ki je Samos zapustil, da bi drugod ustanovil sektaško kolonijo.
Zdi se, da se je s Samosa preselil v dorsko kolonijo Kroton v južni Italiji, ki je veljala za eno najbolj najbolj veličastnih v tistem delu sveta. To naj bi bilo leta 529 pr. n. št. Ustanovil je šolo, ki je doživela velikanski uspeh, saj je pitagorejsko sporočilo prinašalo nov, mistični in asketski pogled na življenje. Najbrž je šola kmalu dobila opazno politično moč, kar je povzročilo upor. Napadli naj bi stavbo, v kateri je šola imela sedež, in umorili naj bi skoraj vse najpomembnejše člane bratovščine.
Pitagora naj bi se čudežno rešil z begom v Lokre, od tod naj bi se nato preselil v Tarant, kasneje pa v Metapont, kjer naj bi umrl.
Učil naj bi se pri Anaksimandru ali celo pri Talesu. Živel in se učil naj bi se tudi v Egiptu in potoval po Vzhodu, toda o njegovih poteh nimamo trdnega dokaza. Zaradi čaščenja, ki so ga učenci izkazovali Pitagoru, so se o njem začele spletati številne legende, tako da so se zgodovinske poteze njegovega lika kmalu zabrisale.

## Delo
Pitagoro izvedenci preučujejo, da bi spoznali tako izvor sodobne znanosti, ki ga lahko iščemo v njegovih matematičnih dognanjih, kot splošno grško razmišljanje, ki ga zasledimo v njegovih gastronomskih nagnjenjih. Pitagorejska šola si kot cilj ni zastavila znanstvenih raziskav, ampak uresničitev določene oblike življenja, v skladu s katero znanstveno raziskovanje ni bilo cilj, ampak sredstvo.
Njegovo delo je sicer nemogoče ločiti od ostalih pitagorejcev, ker Pitagora sam ni napisal ničesar. Tudi domnevno njegove knjige, Tri knjige in Zlati verzi, so skoraj zagotovo ponaredki s konca antike ali iz prvih stoletij krščanske dobe.
Bil je versko-nravni prenovitelj in je bil eden prvih, ki je odločno zavrgel nauk hilozoistov, ki so imeli za svetovno načelo snov in niso delali razlike med njo in silo, on pa je postavil načelo, da je za gibanje, razčlenjevanje in oblikovanje v vesolju odločilno le matematično število.

### Matematika
V matematiki je znan njegov Pitagorov izrek, ki velja za pravokotni trikotnik:
{\displaystyle c^{2}=a^{2}+b^{2}\!\,,}
kjer sta a in b kateti, c pa hipotenuza. To je verjetno najbolj znan pojem iz celotne geometrije. Posplošila sta ga Hipokrat in Evdoks. Prvi ga naj bi po Evdemu celo dokazal pred Evdoksom. Za pravokotni trikotnik ga je dokazal Evklid v Elementih. Uporabljali so ga že Egipčani v 6. stoletju pr. n. št.
Pitagora je učil, da sta število in mera bistvo stvari. Znana so njegova števila. Raziskoval je prijateljska števila. V sorodstvu števil 220 in 284, ki sta križno enaki vsoti svojih deliteljev, je videl prispodobo človeškega prijateljstva. Težko je reči, kaj je bila zasluga samega Pitagore in kaj so naredili njegovi številni učenci, še posebno pa Filolaj.
Vsako število od 1 do 10 je zanj pomenilo posebno značilnost vesoljstva. Najvažnejše številke so mu bile 1, 2, 3, 4, saj je njih vsota število 10, desetica pa mu je predstavljala skladnost kozmosa.
Pitagorejci so prvi odkrili, da {\displaystyle {\sqrt {2}}} se ne more izraziti z razmerjem dveh števil. Tako ne obstaja ulomek, naj bo še tako zapleten, ki bi dal zmnožek 2, če ga množimo s samim seboj. To je dokazal tudi Evklid. Pitagora je številke videl v oblikah, zato še danes uporabljamo izrazoslovje, kot je »na kvadrat« ali »na kub«.

### Fizika

#### Akustika
Kot matematik se je ukvarjal tudi z akustiko in zvokom. Spoznal je, da je višina glasu ob isti napetosti strun obratno sorazmerna z njihovo dolžino. Odkril je, da se strune na glasbilih oglašajo višje, če jih skrajšamo. Odkril je tudi, da se lahko višina tona preprosto primerja z dolžino strune. Če je bila, na primer, struna dvakrat daljša od druge, je bil zvok, ki ga je oddajala, ravno za oktavo nižji. Če je bilo razmerje strun 3/2, se je slišal glasbeni interval, imenovan kvinta, in če je bilo razmerje 4/3, je bilo slišati kvarto. Ton je bil višji tudi, če so struno bolj napeli.
S filozofskim razglabljanjem o glasbi je našel tako imenovano harmonijo sfer - učil je, da se deset svetov na nebu stalnic med ubranim zvenenjem suče drug okoli drugega, da pa človeško uho te čudovite godbe ne sliši.
Po zaslugi teh opažanj je proučevanje zvoka edino poglavje v fiziki, kjer se grški pogledi niso spremenili do danes. Iz teh proučevanj je izhajalo njegovo prepričanje, da temelji vse stvarstvo na številih in njihovih razmerjih.

### Astronomija
Pitagora je prvi spoznal, da sta zvezdi Danica (Phosphorus) in Večernica (Hesperus) ena zvezda. Po tem so ji nadeli ime Afrodita, danes pa jo poznamo kot planet Venero. Prvi je tudi opazil, da Lunin tir ne leži v ravnini Zemljinega ekvatorja, ampak leži poševno nanj. Prvi je trdil, da je Zemlja okrogla. Prvi je tudi opozoril, da se Sonce, Luna in takrat znani planeti ne gibljejo z nepremičnimi zvezdami, ampak gredo vsak po svoji poti. Tako se je rodila misel, da so poleg nebesne krogle, ki jo je vzel Anaksimander, potrebne še dodatne krogle za različne planete. Število krogel za opis gibanj planetov je pri različnih avtorjih pozneje 700 let naraščalo, dokler se jih ni Kepler znebil.

### Prehranjevanje
Pitagorova verska načela so upoštevali tudi pri prehranjevanju. Njegovo osrednje vodilo je bilo koncept metempsihoze, kar pomeni transmigracija duše, ki lahko po smrti preide z enega na drugega človeka ali z osebe na žival. Zato je nasprotoval božjemu darovanju živali in je zagovarjal uporabo dišav in začimb. Začimbe so bile potemtakem povezava z nebesi, medtem ko fižol, zlasti bob, povezava s Hadesom, podzemljem. Zlasti zastran oblike teh rastlin, ki so jih pitagorejci videli kot nekakšno lestev iz podzemlja.
Živali so delili po koristnosti. Medtem ko so prašiče in koze označili za škodljive okolju in dovolili prehranjevanje z njimi, so za, na primer, ovce in vole menili, da so koristni, ker dajejo volno oziroma pomagajo pri obdelavi polj, zato je bilo uživanje njih mesa prepovedano.
Tako je Empidokles iz Akragasa po sloviti zmagi na olimpijskih igrah leta 496 pr. n. št. zavrnil božje darovanje goveda in je namesto tega sežgal sliko vola, ki so jo naslikali z uporabo olja in zelišč.
Pitagorejci so verjeli, da je prehranjevanje sestavni del etike.

## Vpliv
Kombinacija matematike in teologije, ki se je začela s Pitagoro, je zaznamovala filozofijo v Grčiji, v srednjem veku in v sodobnem času, vključno, z denimo, Kantom. Orfeizem pred njim je bil podoben azijski mističnosti. Toda tako Platon kot Sveti Avguštin, Tomaž Akvinski, Descartes, Spinoza in Leibniz so predstavniki intimne zmesi med religijo in razumom, moralne aspiracije ob spogledovanju z logiko večnega, kar izvira od Pitagore in loči intelektualistično teologijo Evrope od omenjenega azijskega misticizma. Možno je oceniti, da je tudi platonizem v osnovi pitagorejski.